# The Grave Digger
The Grave Digger – dziewiąty studyjny album heavymetalowego zespołu Grave Digger. Wydany w 2001 roku pierwszy raz nakładem wytwórni Nuclear Blast i pierwszy bez długoletniego gitarzysty grupy, Uwego Lulisa, którego zastąpił Manni Schmidt.

## Lista utworów
1. Son of Evil – 5:04
2. The Grave Digger – 5:06
3. Raven – 4:34
4. Scythe of Time – 5:14
5. Spirits of the Dead – 3:56
6. The House – 5:42
7. King Pest – 4:08
8. Sacred Fire – 4:11
9. Funeral Procession – 5:45
10. Haunted Palace – 4:14
11. Silence – 7:15

### Edycja limitowana
1. Black Cat – 3:49
2. Starlight (cover Accept) – 4:19
3. Running Free (cover Iron Maiden) – 3:13

## Twórcy
- Chris Boltendahl – śpiew
- Manni Schmidt – gitara
- Jens Becker – gitara basowa
- Stefan Arnold – perkusja
- Hans Peter Katzenburg – instrumenty klawiszowe